# Kardinalsubdekan
Kardinalsubdekan (eigtl. Subdekan des Heiligen Kollegiums, lat. Subdecanus Sacri Collegii) ist die Bezeichnung für den stellvertretenden Vorsitzenden des Kardinalskollegiums.

## Stellung im Kardinalskollegium
Nach dem Kardinaldekan ist er der ranghöchste Kardinalbischof und damit formell zweitranghöchster Kardinal.

## Wahl
Der Kardinalsubdekan wird gemäß der 1965 von Paul VI. im Motu proprio Sacrum cardinalium consilio erlassenen Festlegung von den sechs Kardinalbischöfen, die Inhaber eines suburbikarischen Bistums (Albano, Frascati, Palestrina, Porto-Santa Rufina, Sabina-Poggio Mirteto, Velletri-Segni) sind, gewählt.
Die Wahl findet, sobald die Stelle des Kardinalsubdekans vakant ist (z. B. durch Rücktritt, Tod oder Wahl zum Papst), in einer Versammlung der genannten sechs Kardinalbischöfe unter Vorsitz des Kardinaldekans oder in dessen Abwesenheit des Ältesten statt, in der diese dann einen Kandidaten aus ihrer Gruppe bestimmen. Dieser muss vom Papst in seiner Wahl bestätigt werden.

## Aufgaben
Während der Sedisvakanz und des anschließenden Konklave kommen ihm darüber hinaus bedeutende Funktionen zu, insofern der Kardinaldekan verhindert ist oder das 80. Lebensjahr bereits überschritten hat. In diesem Fall dürfte er dem gewählten Papst, wenn dieser nicht Bischof ist, die Bischofsweihe spenden. Ebenso kommen ihm, wenn der Kardinaldekan selbst zum Papst gewählt wird – wie im Fall der Wahl Papst Benedikts XVI. im Jahr 2005 dem damaligen Subdekan Angelo Sodano – die Fragen nach der Wahlannahme („Acceptasne electionem de te canonice factam in Summum Pontificem?“) und dem Papstnamen zu.

### Aktuelle Situation (seit 2023)
Im Fall einer Sedisvakanz dürfte der 2018 von Papst Franziskus zum Kardinalbischof ohne Suburbikarischen Sitz ernannte Pietro Parolin, als dienstältester Kardinalbischof unter 80 Jahren die Leitung des Konklaves übernehmen, da sowohl Kardinaldekan Giovanni Battista Re als auch der seit 2020 amtierende Subdekan Leonardo Sandri die Altersgrenze bereits überschritten haben.
Historische Beispiele: Da sowohl Dekan (Angelo Sodano bzw. Carlo Confalonieri), als auch Subdekan (Roger Etchegaray bzw. Paolo Marella) bei den Papstwahlen im März 2013 und im August bzw. Oktober 1978 bereits über 80 Jahre alt waren, übernahmen die damals in der Rangfolge dienstältesten Kardinalbischöfe unter 80 Jahren, nämlich Giovanni Battista Re bzw. Jean-Marie Villot die Leitung des Konklaves und der Papstwahl.